# Léon Gingembre
Eugène Louis Marie Léon Gingembre (30 de junho de 1875 — 13 de outubro de 1928) foi um ciclista francês que participou dos Jogos Olímpicos de Verão de 1900 em Paris, na corrida de 25 quilômetros, mas não conseguiu terminar.